# The Last Wagon
The Last Wagon (La ley del talión en España y La última carreta en Hispanoamérica) es un wéstern de 1956 dirigido por Delmer Daves y protagonizado por Richard Widmark, Felicia Farr y Susan Kohner. Fue una de las primeras películas destacables de Felicia Farr.

## Argumento
Estamos en Arizona en 1873. Todd es un hombre blanco, que creció entre los comanches. Buscando venganza, él mata a sangre fría a tres de los hermanos del sheriff. Todd es capturado, encadenado y enviado de regreso al Este en un carro cubierto con una columna.
Sin embargo los carros cubiertos son atacados por los apaches. Todos mueren excepto un puñado de niños, mujeres y él mismo. Aunque los supervivientes se muestran inicialmente hostiles hacia Todd, ellos se ven obligados a seguirlo, ya que sólo él conoce esta peligrosa región. Por ello lo liberan de sus cadenas. Entonces Todd les prohíbe enterrar a sus muertos porque eso podría atraer la atención de los apaches. Los niños aceptan la exigencia a regañadientes y lo siguen.
Después marchan por el "Cañón de la Muerte". Allí Todd no sólo los salva de nuevos ataques de los apaches, sino que también salva a la niña Valinda de las fatales consecuencias de una mordedura de serpiente venenosa. Poco a poco, la confianza en Todd crece, pero sigue siendo un hombre buscado que ha cometido asesinatos.

## Reparto
| Actor             | Personaje           |
| ----------------- | ------------------- |
| Richard Widmark   | Comanche Todd       |
| Felicia Farr      | Jenny               |
| Susan Kohner      | Jolie Normand       |
| Tommy Rettig      | Billy               |
| Stephanie Griffin | Valinda Normand     |
| Ray Stricklyn     | Clint               |
| Nick Adams        | Ridge               |
| Carl Benton Reid  | General Howard      |
| Douglas Kennedy   | Coronel Normand     |
| George Mathews    | Sheriff Bull Harper |

## Producción
Terry Moore y Joan Collins fueron consideradas para las protagonistas femeninas. Al final Felicia Farr obtuvo el papel. Después se cogió Sedona, que está situado en Arizona, Estados Unidos, como lugar de rodaje. Fue un lugar que no fue fácil encontrarlo, ya que su película Flecha rota (1950) había popularizado la correspondiente región.
Una vez preparado todo, se filmó la película en el lugar ya antes mencionado. Se filmó entre comienzos de abril y principio de junio de 1956 y se hizo también con sonido y en color.

## Recepción
En el presente la obra cinematográfica ha sido valorada en portales cinematográficos. En IMDb, con aproximadamente 3600 votos registrados por parte de los usuarios, la película obtiene una media ponderada de 7,0 sobre 10. En cuanto a Rotten Tomatoes, los más de 250 votos registrados en el portal dieron a este filme una valoración media de 3,2 de 5. También cabe destacar, que en el periódico La Vanguardia los usuarios que dieron su opinión allí le dieron a la película una aprobación del 64%.